# MGP Nordic 2002
El I MGP Nordic fue celebrado el 27 de abril de 2002 en el Fórum de Copenhague, Dinamarca. Debutaron en esta edición Dinamarca, Suecia y Noruega, siendo la canción ganadora "Kickflipper" del grupo danés Razz.

## Creación del MGP Nordic
El concurso se originó en 2000 cuando Danmarks Radio organiza un festival nacional de la canción para niños daneses ese mismo año y también en 2001. La idea de expandirlo al espectro escandinavo nació en 2002, originándose el MGP Nordic con Dinamarca, Noruega y Suecia como participantes.
Desde 2003 y hasta 2005, el concurso fue cancelado debido a que los países participantes enviaron representantes al Festival de Eurovisión Infantil. Sin embargo, Dinamarca y Noruega se retiran del certamen en 2006, comenzando a organizar nuevamente el Melodi Grand Prix y prefiriendo realizar una competencia a nivel escandinavo sobre participar en una competencia europea. Actualmente, Suecia participa en ambos concursos enviando diferentes participantes, siendo la SVT la encargada de la representación en el certamen escandinavo, mientras que TV4 es la responsable de la participación en el festival europeo.

## Preselecciones Nacionales
Cada uno de los tres países participantes realiza una preselección de diez canciones, de las cuales, las tres primeras pasaron directamente a la final del Melodi Grand Prix.
Las Preselecciones nacionales fueron:
- Lilla Melodifestivalen
- MGP jr.
- Melodi Grand Prix

## Resultados
| No | País      | Artista(s)      | Canción                    | Posición | Pts |
| -- | --------- | --------------- | -------------------------- | -------- | --- |
| 01 | Dinamarca | Razz            | Kickflipper                | 1.o      | 44  |
| 02 | Dinamarca | Morten Filipsen | Du er ikke som de andre    | 5.o      | 32  |
| 03 | Dinamarca | Emma            | Du er den, som jeg vil ha' | 4.o      | 32  |
| 04 | Noruega   | To Små Karer    | Paybacktime                | 7        | 22  |
| 05 | Noruega   | Wicked Instinct | Eg e'kkje aleine           | 3.o      | 36  |
| 06 | Noruega   | Black Jackets   | Aldri mer                  | 9.o      | 10  |
| 07 | Suecia    | Sofie           | Superduperkille            | 6.o      | 26  |
| 08 | Suecia    | Fairytale       | Tills natt blir dag        | 2.o      | 38  |
| 09 | Suecia    | Joel            | När blev du och jag vi?    | 8.o      | 12  |